# Lesní divadlo Řevnice
Lesní divadlo Řevnice je přírodní amfiteátr nacházející se na úpatí Brd, založený v roce 1916. Majitelem divadla je město Řevnice, jeho provozovatelem je Městské kulturní středisko. Především se jedná o domácí scénu Divadelního souboru Řevnice, kromě divadelních představení se zde konají i hudební koncerty a další akce.

## Popis
V areálu se nachází zastřešené prkenné jeviště, open-air půlkruhové hlediště z dřevěných lavic (sezení je volné, bez číslování), klubovna s technickým zázemím, toalety a bufet, kde se návštěvníci mohou občerstvit.

## Akce
Divadlo je v provozu zpravidla od května do září. Pravidelně se zde koná např.:
- Rockový slunovrat[3]
- Porta Řevnice (národní finále festivalu Porta)
- Představení domácího Divadelního souboru Řevnice
- Lesní slavnosti divadla (spolupráce se souborem Dejvického divadla)[4]